# 堺市立茶山台小学校
| 正門 |  | 校名標 |
| 正門 |  | 校名標 |

堺市立茶山台小学校（さかいしりつちゃやまだいしょうがっこう）は、大阪府堺市南区茶山台にある公立小学校。
泉北ニュータウン泉ヶ丘地区の茶山台を校区とする。堺市の小学校の中で最も標高の高いところにある。

## 通学区域
- 堺市南区茶山台

卒業生は堺市立若松台中学校に進学する。

## 出身者
- 阪本章史 - オリンピック出場BMX選手
- 森崎友紀 - 料理研究家、タレント
- 川崎洋平 - 静岡大学薬学部准教授。国立国際医療研究センター客員上級研究員。京都大学特任准教授。静岡県立総合病院客員研究員

## 交通
- 南海泉北線 泉ケ丘駅から徒歩で約15分。